# ماتیاس شرز
ماتیاس شرز (انگلیسی: Matthias Scherz؛ زادهٔ ۱۴ دسامبر ۱۹۷۱) بازیکن فوتبال اهل آلمان است.
از باشگاه‌هایی که در آن بازی کرده‌است می‌توان به باشگاه فوتبال سن پائولی، باشگاه فوتبال اس‌سی فورتونا کلن، و باشگاه فوتبال کلن اشاره کرد.